# Villares del Saz
Villares del Saz – gmina w Hiszpanii, w prowincji Cuenca, w Kastylii-La Mancha, o powierzchni 70,16 km². W 2011 roku gmina liczyła 615 mieszkańców.